# Cheilosia clama
Cheilosia clama är en tvåvingeart som beskrevs av Claussen och Ante Vujic 1995. Cheilosia clama ingår i släktet örtblomflugor, och familjen blomflugor.
Artens utbredningsområde är Serbien. Inga underarter finns listade i Catalogue of Life.